# サン・ヴィート・アル・トッレ
サン・ヴィート・アル・トッレ（伊: San Vito al Torre）は、イタリア共和国フリウリ＝ヴェネツィア・ジュリア州ウーディネ県にある、人口約1,200人の基礎自治体（コムーネ）。

## 名称
標準イタリア語以外では以下の名称を持つ。
- フリウリ語: San Vît de Tôr
- スロベニア語: Šentvid na Teru

## 地理

### 位置・広がり

#### 隣接コムーネ
隣接するコムーネは以下の通り。括弧内のGOはゴリツィア県所属を示す。
アイエッロ・デル・フリウーリ
- カンポロンゴ・タポリアーノ
- キオプリス＝ヴィスコーネ
- メデーア (GO)
- パルマノーヴァ
- ロマンス・ディゾンツォ (GO)
- トリヴィニャーノ・ウディネーゼ
- ヴィスコ

### 気候分類・地震分類
サン・ヴィート・アル・トッレにおけるイタリアの気候分類 (it) および度日は、zona E, 2278 GGである。
また、イタリアの地震リスク階級 (it) では、zona 3 (sismicità bassa) に分類される。